# Средна кула
Средна кула е квартал на Русе, отстоящ на около 6 километра от центъра на града.
В квартала има действаща детска градина, читалище и църква. Училището в квартала е закрито през 2007 година. Населението на квартал Средна кула е 4500 души, по официални данни към 2010 година, от които по-голяма част са християни. Малцинствата се състоят от турци и роми.

## История
Селището съществува от времето на построяването на Сексагинта Приста през 69-79 година. Заради необходимостта от изхранването на военния гарнизон и пристанище с „шестдесет кораба“, то е построено в близост до плодородната земя край река Русенски лом. В пътеписите на Сестини е отразено, че „трудолюбиви селяни, живеещи в къщички със сламени покриви в близост до крепостта, изхранваха намиращия се в крепостта военен гарнизон с пресни плодове и зеленчуци. А рибата можеше да се лови с ръце в бистрите води на реката“. Първоначално селището носи името махала „Кулата“. По време на османската власт – 1752 година турски бей на име Долаб Ахмет ага построява чифлик и голяма стражева кула.
По-късно селището се разширява в посока към сегашния квартал „Долапите“. Възникват нови две махали – Орта чифлик (сегашен Среден чифлик) и Долаб (сега Долапите). След Освобождението с указ №461/14.09.1905 г. се обединяват двете махали в Кула-Средня, с 249 сгради (къщи) 233 домакинства, 1557 жители от които 15 балканджийски преселници. Населението е чисто българско. Поминъкът включва земеделие, градинарство, занаятчийство, бъчварство, мелничарство, кошничарство и ковачество.
През 1901 година отваря врати и православната църква „Св. св. Кирил и Методий“, построена с дарителството на заможните куленски чорбаджии. По щастлива случайност се открива и старото училище, което става средище и за други две селища – Долапите и Басарбово, част от община Кула-Средня.
Читалището е открито на 24 декември 1924 година. Първоначално е съществувало като просветен кръжок към дружество „Гирдап“ Русе. По-късно под формата на дарителство от населението се набира библиотечен фонд и първи библиотекар става Марин Парашкевов. Организират се първите сказки, вечеринки, театрални представления. Изнасят се и първите пиеси „Свекърва“, „Вълчи времена“, „Обесването на Левски“. Запалени самодейци по това време са Иван Зайков, Митка Зайкова, Атанаска Койлазова, Йордан Ялъмов и др. С добра читалищна дейност се открояват Иван Кулев, Стоян Ганчев и др. Читалището разполага с голяма сграда, библиотека, зали за репетиции. Самодейният състав към читалището има спечелени много грамоти и медали. Има снимани два филма, които се излъчват по националната телевизия – „Благовещение“ и „Коледа“. Библиотеката разполага с 16 800 тома литература. Обслужва 180 читатели.
През квартала преминават автобусни линии с номера 6, 7, 8 и 15.

## Икономика
В квартала е разположена птицеферма на групата „Градус“.